# Giorgio Napolitano
Giorgio Napolitano (Nápoles, 29 de junho de 1925 – Roma, 22 de setembro de 2023) foi um político italiano, foi o décimo primeiro presidente da República Italiana de 2006 até 2015 e foi senador vitalício. Formado em Direito em 1947, foi eleito deputado pela primeira vez em 1953 pelo Partido Comunista Italiano na circunscrição de Nápoles, onde foi reeleito por sucessivos mandatos.
De 1989 a 1992 foi deputado do Parlamento Europeu, do qual saiu para presidir a Câmara dos Deputados da Itália, substituindo Oscar Luigi Scalfaro que, por sua vez, havia sido eleito Presidente da República Italiana. Em 1996, Napolitano foi ministro do Interior durante o governo do primeiro-ministro Romano Prodi. Depois da queda do primeiro executivo guiado por Prodi, foi europarlamentar de 20 de julho de 1999 a
19 de julho de 2004, pelos Democratas de Esquerda.
Em 23 de setembro de 2005 foi nomeado, juntamente a Sergio Pininfarina, senador vitalício pelo presidente italiano Carlo Azeglio Ciampi. Em 10 de maio de 2006 foi eleito Presidente da República Italiana no quarto escrutínio com 543 votos dos 505 necessários. Foi apoiada sobretudo pelos parlamentares da coalizão L'Unione (A União), vencedora da eleições legislativas. É o primeiro presidente ex-comunista da Itália.
Em 20 de abril de 2013 foi reeleito, aos 87 anos, para mais um período de sete anos como presidente, com o apoio de todos os partidos, exceto o Movimento 5 Estrelas. Recebeu 738 votos, acima dos 504 requeridos, contra 217 de Stefano Rodotà, candidato do Movimento 5 Estrelas. Napolitano havia reiterado diversas vezes que não desejava recandidatar-se, especialmente devido à sua idade, mas devido a inexistir candidato que obtivesse os votos necessários nas primeiras três votações, aceitou candidatar-se na quarta votação, obtendo êxito. Com sua reeleição em 2013, Napolitano se tornou o primeiro presidente italiano a ter um segundo mandato.
Em 9 de novembro de 2014, a imprensa italiana informou que Napolitano deixaria o cargo no final do ano. Napolitano renunciou oficialmente em 14 de janeiro de 2015, após ao final da presidência semestral italiana da União Europeia.

## Morte

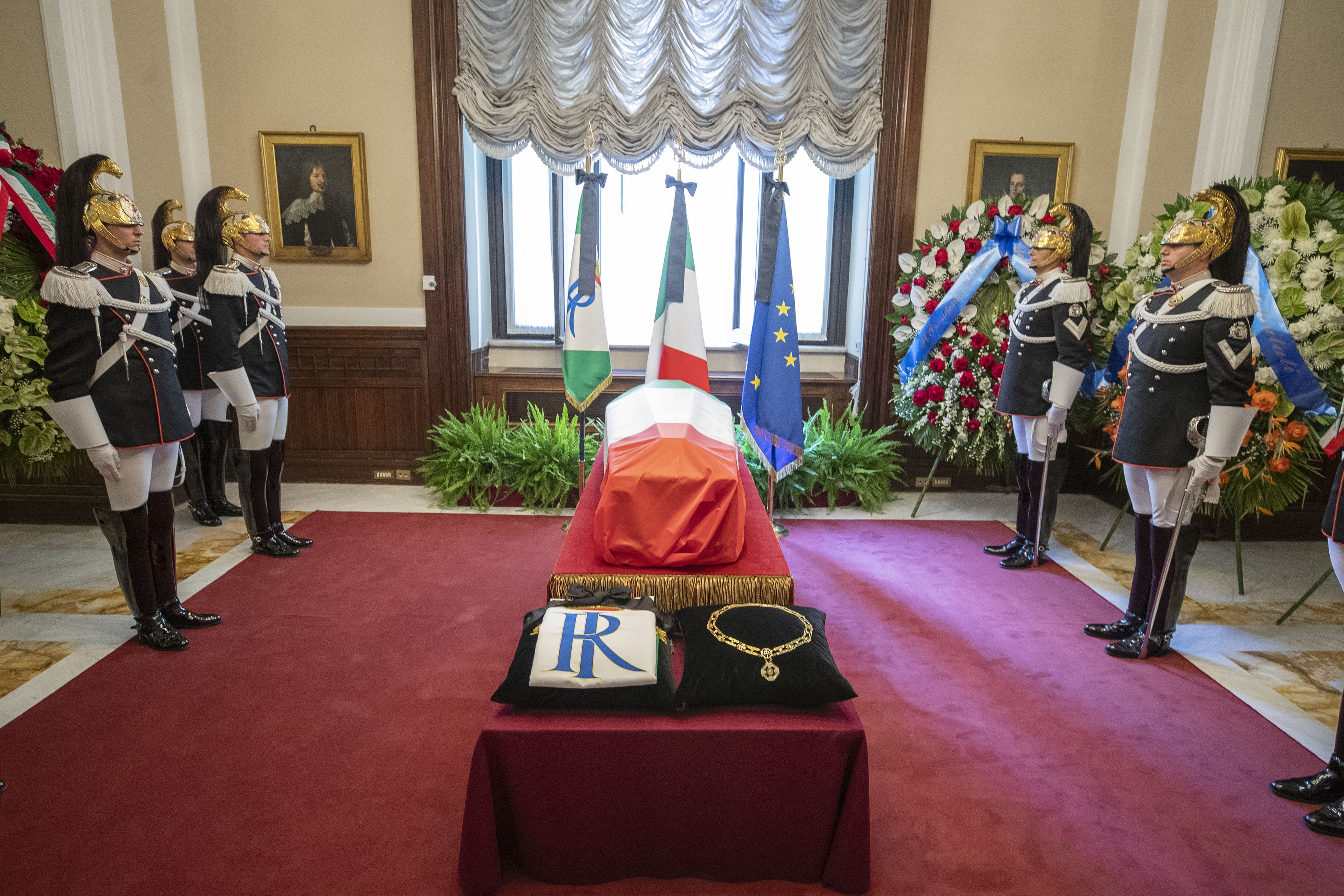
Funeral de Giorgio Napolitano

Napolitano foi hospitalizado em Roma em 29 de junho de 2023, pouco depois de completar 98 anos. Em 19 de setembro, ele estava em estado crítico, com sua saúde piorando, e foi retirado do aparelho de suporte vital. Ele morreu três dias depois, em 22 de setembro, aos 98 anos.